# Josh Phegley
Pour les articles homonymes, voir Phegley.
Joshua Aaron Phegley (né le 12 février 1988 à Terre Haute, Indiana, États-Unis) est un receveur des Athletics d'Oakland de la Ligue majeure de baseball.

## Carrière

### Ligues mineures
Josh Phegley est un choix de première ronde des White Sox de Chicago en 2009. Joueur des Hoosiers de l'Université de l'Indiana à Bloomington, il est le 38e athlète sélectionné au total cette année-là par un club du baseball majeur et un choix que les White Sox obtiennent en compensation pour la perte de l'agent libre Orlando Cabrera. Son parcours en ligues mineures est compromis en 2010 par la découverte d'un problème de santé, le purpura thrombopénique idiopathique, qui se caractérise par un niveau anormalement bas de plaquettes dans le sang, et qui force dans son cas une ablation de la rate. Avec l'aide des médecins et le support de l'organisation des White Sox, Phegley parvient à surmonter cet obstacle malgré les exigences de la position à laquelle il évolue sur le terrain, et il est vu à Chicago comme l'éventuel successeur d'A. J. Pierzynski au poste de receveur.
Phegley évolue à partir de 2011 au niveau Triple-A des ligues mineures chez les Knights de Charlotte, un club-école des White Sox. Il est choisi pour représenter la franchise au match des étoiles du futur à New York le 14 juillet 2013 mais devient inéligible lorsqu'il est pour la première fois appelé dans les majeures. 

### White Sox de Chicago
Josh Phegley fait ses débuts dans le baseball majeur avec les White Sox le 5 juillet 2013. Il obtient à ce premier match son premier coup sûr au plus haut niveau, réussi aux dépens du lanceur Jeremy Hellickson des Rays de Tampa Bay. Le 7 juillet, toujours contre les Rays, il frappe contre le lanceur David Price son premier coup de circuit. Les succès s'enchaînent avec la réussite d'un premier grand chelem le 11 juillet, sur un lancer d'Aníbal Sánchez des Tigers de Détroit.

### Athletics d'Oakland
Le 9 décembre 2014, Phegley est, avec le lanceur droitier Chris Bassitt, le joueur de premier but Rangel Ravelo et l'arrêt-court Marcus Semien, échangé aux Athletics d'Oakland contre les lanceurs droitiers Jeff Samardzija et Michael Ynoa.